# Berky Lili
Berky Lili, Berky Amália Terézia Kornélia (Győr, 1886. március 15. – Budapest, 1958. február 5.) magyar színésznő, érdemes művész. Gózon Gyula Kossuth-díjas színész felesége.

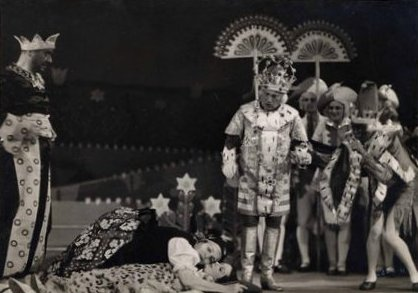
Babay József: Csodatükör. Fekete Király: Rajnai Gábor, Mikan néni: Berky Lili, Katalin: Somogyi Erzsi, Fehér király: Gózon Gyula, Fehér Bolond: Makláry Zoltán

## Életpályája
Színészcsaládban született, Berky (Bauer) Ferenc színházigazgató és aszódi Tóth Amália leányaként. Már 8 évesen színpadon játszott. 1903-ban végzett az Országos Magyar Királyi Színművészeti Akadémián. 1905–06-ban a Király Színházban, majd 1911-ig Kolozsváron játszott. Azután 1913-ig a Népopera, 1915 és 1919 között pedig a kolozsvári Színház tagja volt. 1917-ben férjhez ment Gózon Gyulához, akivel 1919-ben nyitották meg a Muskátli Kabarét. 1920-ban az Apolló Színházban, 1921-ben a Renaissance Színházban, 1922-ben a Művész Színpadon, 1923-ban a Belvárosi Színházban, 1924 és 1926 között a Király Színházban, a Belvárosi Színházban, a Blaha Lujza Színházban és a Magyar Színházban játszott. 1929-ben szerződött az Új Színházhoz, de játszott a Belvárosi Színházban, a Vígszínházban, a Városi Színházban és a Király Színházban is. 1932–33-ban a Művész Színház, 1934-ben az Andrássy úti Színház, 1934 és 1935 között a Vígszínház, 1935-től 1949-ig pedig a Nemzeti Színház tagja volt. 1943 és 1947 között játszott a Fővárosi Operettszínházban, az Erzsébetvárosi Színházban és a Magyar Színházban is. 1949-től 1955-ig az Ifjúsági Színház tagja volt, 1955-től haláláig a József Attila Színházban és a Magyar Néphadsereg Színházában (ma: Vígszínház) játszott. Utolsó szerepe Molnár Ferenc: A hattyú című darabjában a Főhercegnő megformálása volt. Első filmszerepe az 1913-ban készült Sárga csikó című némafilmben, utolsó pedig az 1955-ben készült Az élet hídja című filmben volt.

## Színpadi szerepei
- Audran: Üdvöske... Primadonna
- Bónyi Adorján: Hódítás... Wanderweldné
- Csiky Gergely: Nagymama... Nagymama
- Alexandre Dumas: A nők barátja... Leverdetné
- Heltai Jenő: Naftalin... Dr. Csaplárosné, Manci
- Herczeg Ferenc: Bizánc... Zenóbia
- Herczeg Ferenc: A Gyurkovics lányok... Gyurkovicsné
- Herczeg Ferenc: Kék róka... Cecil
- Hervé: Lili
- Hervé: Nebántsvirág
- Huszka Jenő: Bob herceg
- Huszka Jenő–Martos Ferenc: Aranyvirág
- Kacsóh Pongrác: János vitéz... Iluska
- Kodolányi János: Földindulás... Böbékné
- Lehár Ferenc: Luxemburg grófja
- Lehár Ferenc: A víg özvegy... Glavári Hanna
- Rákosi Viktor: Elnémult harangok... Todorescuné
- Soulaine–Pujol–Yvain: Yes... Mme de Saint-Aiglefin, Lucette
- Straus: Varázskeringő
- Suppé: Boccaccio
- Ujházy György: A Beleznay asszonyok... özv. Beleznay Ádámné
- Verneuil–Berr: Én és a húgom... Elárusítólány
- Szirmai Albert: Mágnás Miska... Marcsa
- Zilahy Lajos: Süt a nap... A tekintetes asszony

## Filmjei

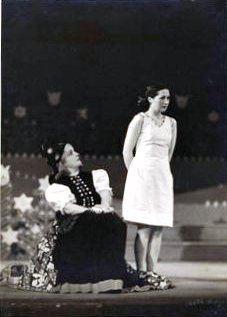
Babay József: Csodatükör. Mikan néni: Berky Lili, Katalin: Somogyi Erzsi (1937)

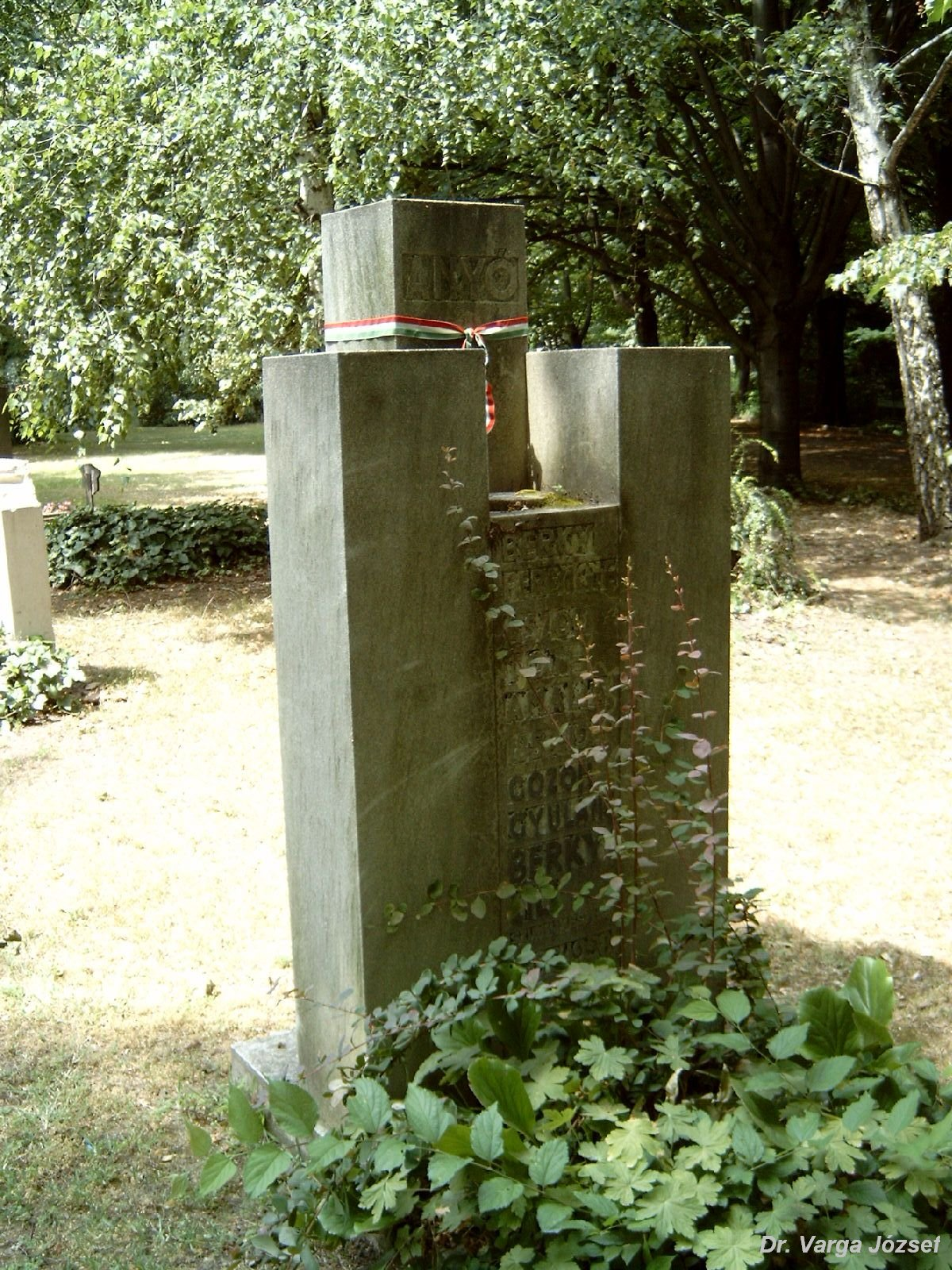
Berky Lili sírja Budapesten. Kerepesi temető 34/2-1-36

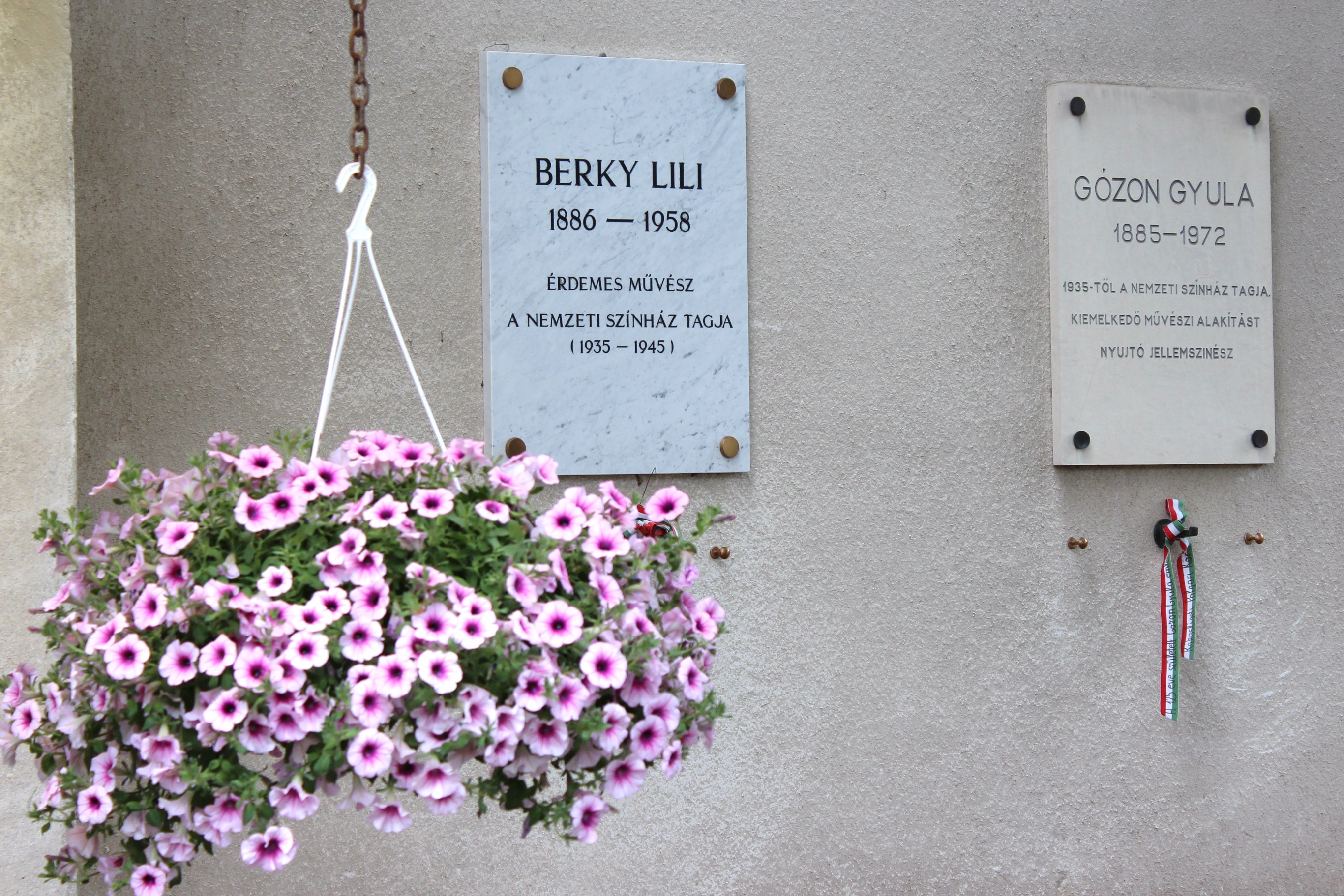
Emléktábla volt lakóházuk falán, Rákosligeten

### Némafilmek
- Sárga csikó (1913)
- A tolonc (1914)
- Böském (1914)
- A kölcsönkért csecsemők (1914)
- A kormányzó (1915)
- Havasi Magdolna (1915)
- Leányfurfang (1915)
- Éjjeli találkozás (A betyár kendője) (1915)
- Tetemrehívás (1915)
- Petőfi dalciklus (1916)
- Mágnás Miska (1916)
- A kétszívű férfi (1916)
- A szobalány (1916)
- Mesék az írógépről (1916)
- A gyónás szentsége (1916)
- Méltóságos rabasszony (1916)
- Ártatlan vagyok (1916)
- A dolovai nábob leánya (1916)
- Fehér éjszakák (Fedora) (1916)
- Vergődő szívek (1916)
- Csaplárné a betyárt szerette (1917)
- Ciklámen (1917)
- Falusi Madonna (1917)
- Az utolsó éjszaka (1917)
- A megbélyegzett (1917)
- A vasgyáros (Claire) (1917)
- A tanítónő (1917)
- Nehéz szerep (1917)
- A vadorzó (1918)
- Az aranyember (1918)
- A csodagyerek (1920)
- Csárdáskirálynő (1927) német–magyar

### Játékfilmek
- Pardon tévedtem (1933)
- Ida regénye (1934)
- Az új rokon (1934)
- Meseautó (1934)
- Búzavirág (1934)
- Márciusi mese (1934)
- Nem élhetek muzsikaszó nélkül (1935)
- Szerelmi álmok (1935)
- Ez a villa eladó (1935)
- A királyné huszárja (1935)
- Zivatar Kemenespusztán (1936)
- Dunaparti randevú (1936)
- A méltóságos kisasszony (1936)
- Három sárkány (1936)
- Mária nővér (1936)
- Pergőtűzben! (1937)
- Mai lányok (1937)
- Pusztai szél (1937)
- Viki (1937)
- Egy lány elindul (1937)
- Fehérvári huszárok (1938)
- Süt a nap (1938)
- Uz Bence (1938)
- Párbaj semmiért (1939)
- Mátyás rendet csinál (1939)
- Balkezes angyal (1940)
- Pepita kabát (1940)
- Rózsafabot (1940)
- Tóparti látomás (1940)
- Dankó Pista (1940)
- Sarajevo (1940)
- Hét szilvafa (1940)
- Az intéző úr (1941)
- Fekete hajnal (1942)
- Sárga kaszinó (1943)
- Kerek Ferkó (1943)
- Muki (1943)
- A tanítónő (1945)
- Hazugság nélkül (1945)
- Különös házasság (1951)
- Az élet hídja (1955)

## Magyar Rádió
- Kemény Egon–Gál György Sándor–Erdődy János: „Komáromi farsang” (1957) Rádiódaljáték 2 részben. Főszereplők: Csokonai Vitéz Mihály–Ilosfalvy Róbert és Zenthe Ferenc, Lilla – Házy Erzsébet és Korompai Vali. Szereplők: Deák Sándor, Gönczöl János, Molnár Miklós, Fábián Juliánna, írónő – Berky Lili, Bilicsi Tivadar, Szabó Ernő, Hlatky László, Fekete Pál, Lehoczky Éva, Kishegyi Árpád, Völcsey Rózsi, Gózon Gyula, Rózsahegyi Kálmán és mások. Zenei rendező: Ruitner Sándor. Rendező: László Endre. A Magyar Rádió Szimfonikus Zenekarát Lehel György vezényelte.
- Szentgyörgyi Elvira: Háráp Álb (1951)
- Mark Twain: Utazás a Nagy Folyón (1952)

## Diszkográfia
- Kemény Egon–Gál György Sándor–Erdődy János: „Komáromi farsang” daljáték, Breaston & Lynch Média, 2019

## Díjai
- Érdemes művész (1955)